# 埃以消耗战争
埃以消耗战争（阿拉伯语：‎ ，希伯來語：‎ ）是1967年至1970年埃及与以色列之间的有限战争。第三次中东战争期间，以色列占领埃及的西奈半岛。于是埃及发动消耗战争，试图创造对埃及有利的谈判环境来收回西奈半岛。然而，埃及的目标并未实现。1970年，埃及和以色列签署停战协议，停战分界线还是维持在消耗战争开始时的状态，而且双方没有继续和平谈判。
第三次中东战争以色列大胜，苏伊士运河以东的所有埃及领土即整个西奈半岛为以色列占领。埃及决心收回西奈，同时期望在第三次中东战争惨败之后挽回一些信心。停战线上的冲突时有发生，而埃及的导弹快艇于1967年10月21日击沉了以色列的驱逐舰埃拉特号。
之后，在苏联的援助下，埃及的军事手段开始升级：重型火炮轰炸停火线以色列一侧巴列夫防线的据点；渗透部队穿越停火线深入西奈；空军的米格式军机出动；以及其他形式。埃及企图以这种方式强迫厌战的以色列政府的妥协。以色列的回击是空袭和空降兵袭击埃军据点，以及对埃及境内的重要设施进行战略性空中打击。
记者Mohamed Hassanein Heikal对埃及总统纳赛尔的逻辑依据进行了阐释：“如果这场战役中敌人造成我们三千人的伤亡，我们仍然能够坚持战斗，因为我们有人力资源储备；如果我们成功造成敌人一万人的伤亡，那么敌人将被迫停止战斗，敌人没有人力资源的储备。”
国际社会和交战双方都在寻求外交途径结束这个武装冲突。联合国秘书长中东和平进程特别代表瑞典外交官Jarring力图确保联合国安理会242号决议的条款得到遵守，但Jarring的努力失败了。美国总统尼克松害怕这场埃以冲突在美苏冷战的背景下演化为东西方的对抗，派出国务卿威廉·P·罗杰斯阐述自己的停火方案。
1970年8月，以色列、约旦和埃及同意遵照罗杰斯方案的条款就地停火。方案对双方的导弹部署加以限制，并将停止渗透袭击作为和平的先决条件。

## 大事表
1967年7月1日：埃及军队炮击以军部署于苏伊士运河附近的某装甲步兵连，以军长官战死13人受伤。在Fouad港南方的Ras Al-'Ish，一支由三十名突击队员组成的埃军部队在炮兵支援下，经过几次攻击，击败了以军由10辆坦克和若干机械化步兵组成的一支部队。第三次中东战争失败的埃军经由这次胜利士气大振。Fouad港是当时西奈半岛唯一在埃及控制下的地区。
1967年7月2日：以色列空军对埃军支援Ras Al-'Ish战斗的炮兵部队进行了空袭。
1967年7月14日至15日：在以军的空袭后，开罗的埃军总部就开始计划以空袭回击。当时埃及空军可用的战机很少，所以这是一个风险较大的行动。14日埃军出动10架米格-17战斗轰炸机，由10架米格-21战斗机护航，前往空袭苏伊士运河南部区域的以军坦克和装甲部队集结区域。埃军这次空袭成功且无损失，两架以军战机被击落。第二天15日埃军再次空袭成功。
1967年8月：以军另一次夺取Fouad港的企图再一次被埃军在Ras Al-'Ish的突击队袭击所挫败。
1967年10月21日:埃及海军击沉以色列海军埃拉特号驱逐舰（INS Eilat），造成以军47人死亡。
1967年10月：为了报复埃拉特号的沉没，以军炮兵轰炸苏伊士附近的埃及炼油厂和仓库。在双方10月的炮击战，埃及的伊斯梅利亚和苏伊士两座城市遭受以军的炮击。随着市民伤亡数字的上升，埃及疏散了一大批运河区域的城镇居民。
1968年6月：这场战争“官方地”开始，埃军开始低强度炮击苏伊士运河东岸的以军前沿。埃军接下来数月的更多炮击导致以军一定的伤亡。
1968年10月30日：以军的直升机载突击队总参谋部侦察部队捣毁了埃及主要的电力供应设施。这次断电致使埃及总统纳赛尔在几个月内停止了敌对活动，专注于建设数百个重要目标的防御设施。同时，以军在运河东岸的前沿建设巴列夫防线加强防御。
1969年3月：纳赛尔正式宣布1968年10月的停火不再有效。
1969年3月8日：埃军开始大规模炮击以军的巴列夫防线，导致以军大批伤亡。埃军的米格-21战斗机参与了攻击。以军发动几次深入埃及地域的突袭作为报复，导致埃及严重损失。
1969年5月到7月，以军战死47人负伤157人。埃军伤亡数倍于此，但埃军保持好斗的姿态。以色列承受住惨重的伤亡，但捉襟见肘的局势迫使以色列寻求一种平息冲突的方案。